# Awolnation
Awolnation（经常写作AWOLNATION）是一个美国电子摇滚乐队，由Aaron Bruno组建，乐队受Under the Influence of Giants、Hometown Hero和Insurgence的影响颇深。乐队和独立唱片公司Red Bull Records签约, 2010年5月18日在iTunes上发布了他们的第一张单曲Back from Earth。

## 引用
1. ↑  . Itunes.apple.com.   [2012-10-02]. （原始内容存档于2012-11-13）.